# Wang Wen-Tang
Wang Wen-Tang (né le 11 juillet 1987) est un athlète taïwanais, spécialiste du sprint et du relais.
Son meilleur temps sur 100 m est de 10 s 64 (Amman, 2007) mais il a permis à son équipe de relais 4 × 100 de battre à deux reprises le record national de Taiwan en 39 s 05 :
- 39 s 05 1re à Bangalore le 5 juin 2010 (Wang Wen-Tang, Liu Yuan-Kai, Tsai Meng-Lin, Yi Wei-Chen)
- 39 s 05 à Canton (Chine) le 26 novembre 2010 (Wan Wen-Tang, Liu Yuan-Kai, Tsai Meng-Lin, Yi Wei-Chen)

Il a également obtenu la médaille de bronze sur relais lors des Championnats d'Asie d'athlétisme 2011 et une médaille d'argent lors des Jeux asiatiques de 2010, à l'occasion de ce record national.
Il termine 5e avec son équipe en demi-finales des Championnats du monde de 2011.
Le 26 mai 2012, à Taipei, il bat le record national sur relais 4 × 100 m en 38 s 78 avec l'équipe nationale, composée de Wang Wen-Tang, Liu Yuan-Kai, Liang Tse-Ching et Yi Wei-Chen. Ce temps qualifie l'équipe chinoise de Taipei (nom olympique) pour les championnats du monde à Moscou en 2013.
Le 4 juin 2015, il remporte la médaille de bronze du relais lors des Championnats d'Asie d'athlétisme 2015 à Wuhan.